# 松平忠充
松平 忠充（まつだいら ただみつ）は、江戸時代前期から中期にかけての大名。伊勢国長島藩の第2代藩主。官位は従五位下・佐渡守。

## 生涯
慶安4年（1651年）、伊勢長島藩の初代藩主・松平康尚の次男として長島で誕生。貞享2年（1685年）10月7日、父が病気を理由に隠居したため家督を継いだ。
しかし貞享4年（1687年）10月には些細なことから家臣3人を追放するなど、早くも暗君としての片鱗を現していた。この資質は父の死後の元禄15年（1702年）8月15日、重臣3人を切腹させ、さらにその子4人を死刑にするという乱行で現れる。この事件の遺族が幕府に訴えたため、この乱行は幕府の知るところとなり、8月21日に狂気であるとして改易に処された。
しかし徳川家康の異父弟松平康元に繋がる家系のため、特別の配慮をもって四男・康顕（やすあき）に信濃国佐久郡5,000石（下県知行所）、五男の尚慶（なおよし）も同地1,000石の旗本として存続を許された。康顕はその後早世し、尚慶が兄の跡を継ぎ康郷（やすさと）と名乗り、明和2年（1765年）下総国飯笹6,000石に転封。子孫は同地で交代寄合旗本として存続した。
享保14年（1729年）12月4日に死去した。享年79。

## 系譜
- 父：松平康尚
- 母：不詳
- 正室：松平典信娘
  - 長男：松平忠章（1672-1735）
- 側室
  - 五男：松平康郷（1693-1789）
- 生母不明の子女
  - 四男：松平康顕
  - 女子：岩城秀隆正室
  - 女子：松平忠一正室
  - 女子：